# Woensdrecht (plaats)

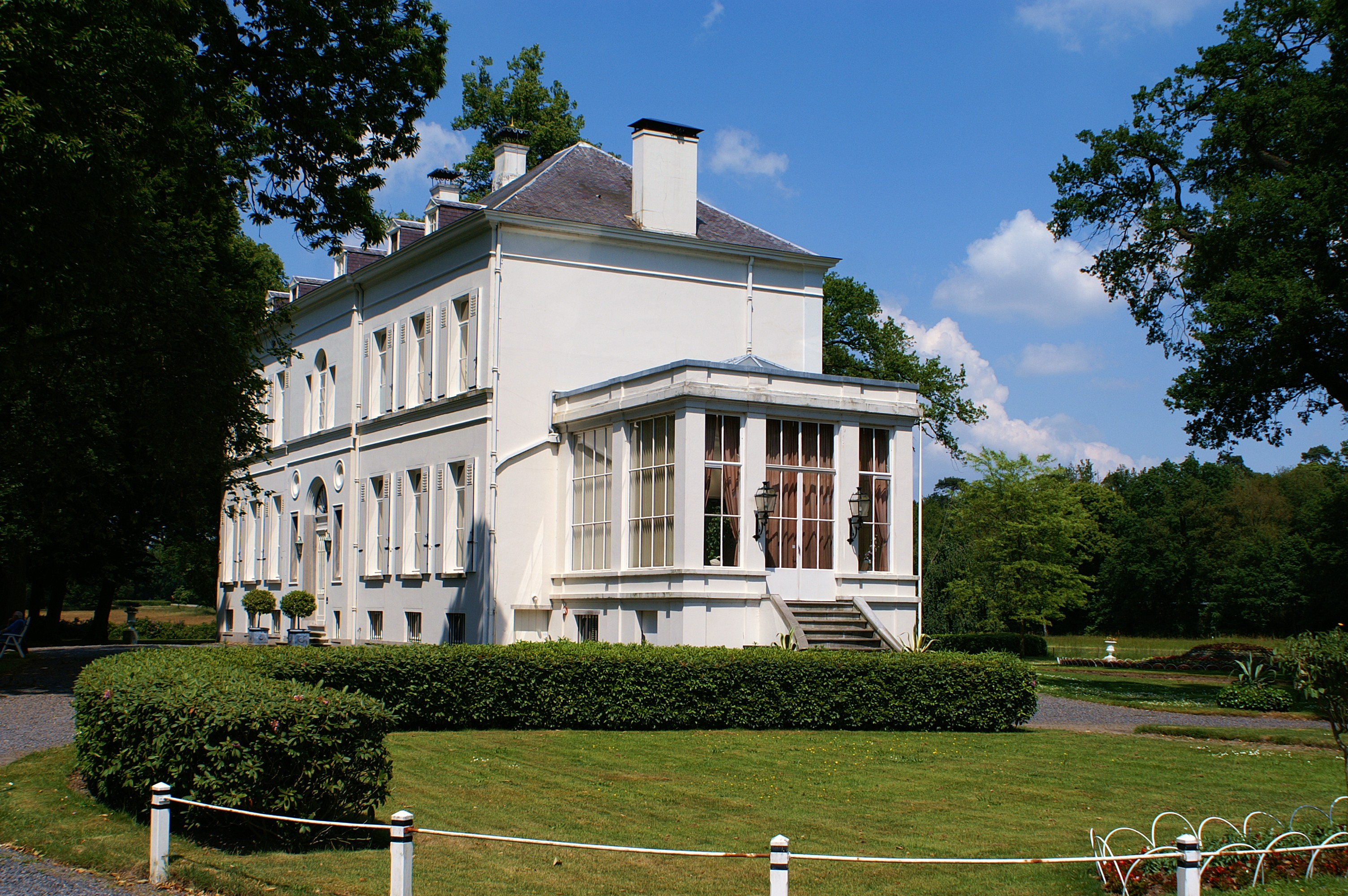
villa Mattemburgh

Woensdrecht is een dorp in de gelijknamige gemeente, in de Nederlandse provincie Noord-Brabant. Woensdrecht is niet de hoofdplaats van de gemeente, dat is het grotere Hoogerheide. Het dorp Woensdrecht kende in 2023 1.450 inwoners.

## Etymologie
Er zijn twee theorieën over de herkomst van het eerste deel van de naam, woen. De plaats is misschien vernoemd naar een persoon. Een tweede mogelijkheid, hoewel minder waarschijnlijk, is dat de plaats is vernoemd naar de Germaanse oppergod Wodan. Wat het tweede deel van de naam betreft: een drecht is een doorwaadbare plek of oversteekplaats in een rivier.

## Geschiedenis
De plaats komt als Wunsdrech op 29 april 1249 voor in een akte van de goederen en rechten der Sint-Michielsabdij te Antwerpen, die werd van bevestigd door paus Innocentius IV.
Woensdrecht ontstond op een hooggelegen uitloper van de Brabantse Wal. Het lag hier aan de oever van de Schelde, een restant hiervan is kreek De Agger, die nog altijd bestaat. Het dorp viel van oorsprong onder de heerlijkheid Land van Breda, maar bij de splitsing hiervan in 1287 werd Woensdrecht bij het Land van Bergen op Zoom ingedeeld.
Binnen dit grotere geheel was Woensdrecht een zelfstandige heerlijkheid, die reeds omstreeks 1200 ontstaan is, hoewel de hoge jurisdictie aan de Heer van Breda toekwam. In 1358 werd voor het eerst een eigen schepenbank vermeld. Omstreeks 1500 kwam Woensdrecht onder het Land van Bergen op Zoom en werd onderdeel van het Zuidkwartier hiervan.
Tussen de vijftiende eeuw en zeventiende eeuw was Woensdrecht een vrij welvarende plaats, door de scheepvaart op de Schelde en door de meekrapteelt. Maar tijdens Tachtigjarige Oorlog viel Woensdrecht fors terug. Net als veel dorpen ten zuiden van Bergen op Zoom raakte het zo goed als ontvolkt en diverse dorpen werden gedeeltelijk platgebrand tijdens krijgsgebeurtenissen van 1583. De bevolking keerde pas na een tiental jaren later terug. In deze tijd werd ook de Stompe Toren gebouwd.
Naast krijgsverrichtingen bracht de 16e eeuw ook tal van watersnoodrampen. Onder andere de Allerheiligenvloed van 1532 deed de markies bevelen:
de dijken te hoogen ende dikken om de perikelen van den vloeden ende innodatien, die hen apparent zijn aen te commen mits der inbraken van Zeelant, soo dat de geheele zee teghens de dijckaige open staet.
De Allerheiligenvloed van 1570 veroorzaakte een overstroming van het gehele polderland van het Markiezaat. Pas toen in 1648 de Vrede van Münster tot stand kwam, was men weer in staat om het verloren gegane gebied opnieuw in te polderen.
In 1795 werd de heerlijkheid Woensdrecht omgezet naar een gemeente. Vijftien jaar later werden daar de voormalige heerlijkheid Zuidgeest en de polder van Hinkelenoord aan toegevoegd. Op 17 augustus 1819 werd bij Koninklijk besluit ook het dorp Hoogerheide deel van de gemeente Woensdrecht. Deze herindeling werd officieel van kracht op 1 januari 1821. Het is pas van later tijd dat Hoogerheide steeds meer het centrum werd van de gemeente. In 1868 werd het nieuwe gemeentehuis van de gemeente door de centrumverschuiving niet in Woensdrecht maar in het steeds belangrijker wordende Hoogerheide gevestigd.
Die beslissing heeft nog lang voor nijd tussen de twee dorpen gezorgd. Maar naarmate Hoogerheide groter werd viel dit langzaam weg. Wel is het opmerkelijk te noemen dat bij de herindeling van 1 januari 1997, waarbij de gemeente Woensdrecht samenging met drie andere gemeentes, Woensdrecht de naam voor de nieuwe gemeente werd.
Van juli 1868 tot mei 1938 had de plaats ook een gelijknamig spoorwegstation aan de lijn Roosendaal - Vlissingen.

### Tweede Wereldoorlog
Tijdens de Tweede Wereldoorlog vond in oktober 1944, in het kader van de omvattender Slag om de Schelde, de "Slag om Woensdrecht" plaats waarbij Woensdrecht en Hoogerheide nagenoeg geheel platgelegd werden. Tussen 16 en 24 oktober werd er hevig gevochten tussen de Duitse troepen en de Canadese, waaronder de Royal Hamilton Light Infantry. Woensdrecht zou doorslaggevende betekenis hebben voor de toegang tot Zuid-Beveland, dat op zijn beurt toegang tot de Schelde en het gebruik van de haven van Antwerpen inhield. Pas op 24 oktober en na zware verliezen wonnen de Canadese troepen het gevecht en waren Woensdrecht en omgeving bevrijd.
De slag en de slachtoffers worden op verschillende manieren herinnerd. Er zijn drie monumenten opgericht rond het "Driehoekje" van de Nederheide, Nieuweweg en Onderstal. In 2009 werden bij de aanleg van een rondweg, bunkers die de vliegbasis Woensdrecht hadden verdedigd, uitgegraven en met Europese subsidie gerestaureerd. Zie video rechts. Sinds 2016 worden bustochten georganiseerd.. Daarnaast is er een fietsroute met audiofragmenten uitgezet langs militaire werken. In 2021 werd een 50 minuten lange documentaire met verhalen van tien ooggetuigen uitgebracht. In 2023 werd een nieuwe wielerkoers gehouden, die meedoet in de KNWU Topcompetitie.

## Bezienswaardigheden

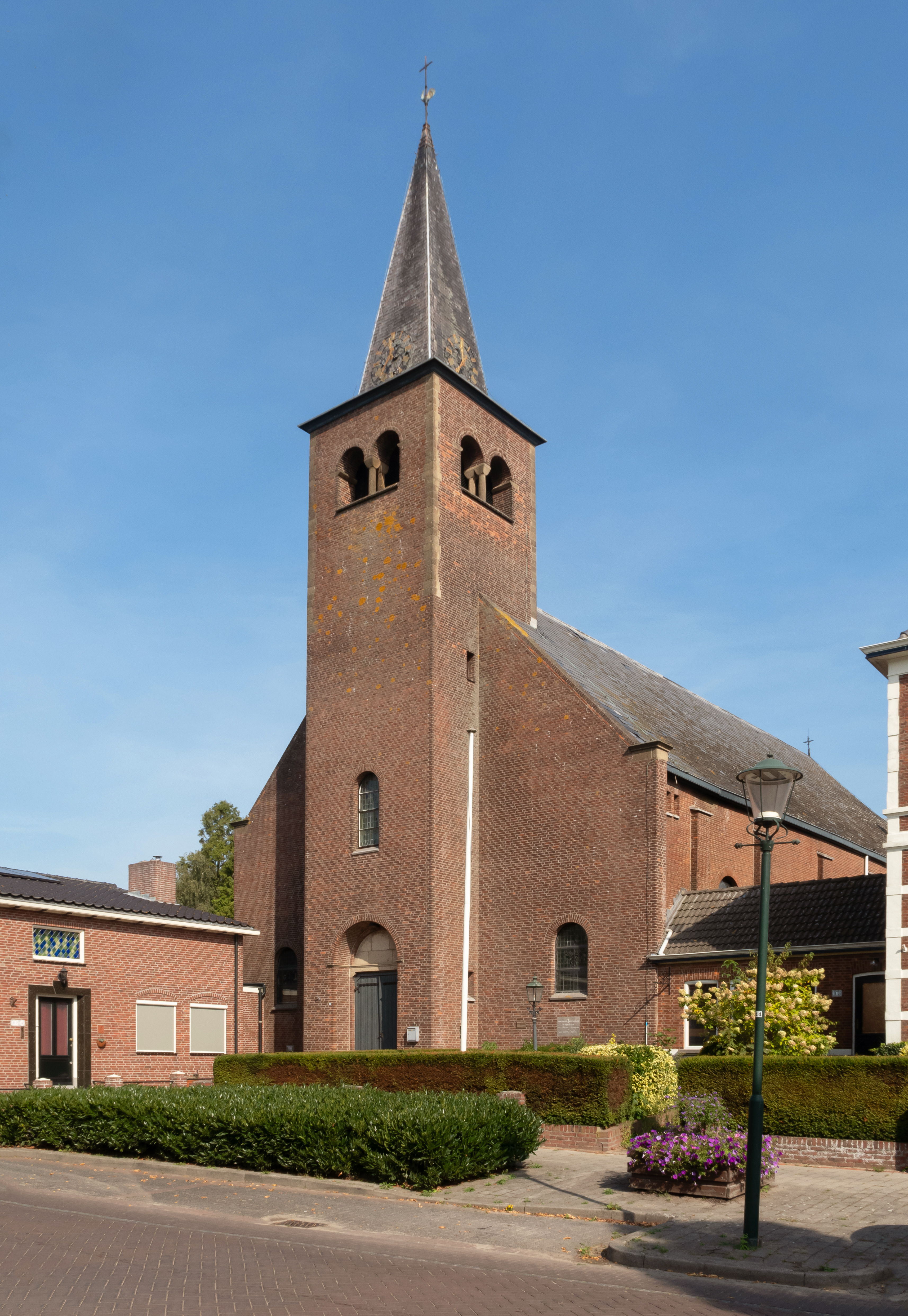
De Sint-Jozefkerk

- De Sint-Jozefkerk, aan Dorpsstraat 80, is een bakstenen parochiekerk uit 1947.
- Voormalige pastorie, uit 1910, aan Dorpsstraat 80.
- De Mariakapel[9] aan de Nieuweweg/Nederheide is een dankkapelletje uit 1948 in de vorm van een bakstenen nis.
- Landgoed Mattemburgh, met een neoclassicistische villa uit 1851-1854, bijgebouwen en een park met een Engelse en een Franse tuin. Aan het landgoed grenst natuurgebied Het Markiezaat.

## Natuur en landschap
Het dorp Woensdrecht is gelegen op een uitloper van de Brabantse Wal die vooruitsteekt in het lagergelegen poldergebied. Aldus is een steilrand aanwezig die vanuit het laaggelegen polderland oprijst tot een hoogte van 19,8 meter.
Ten noorden van Woensdrecht liggen de landgoederen Lindonk en Mattemburgh, in het noordwesten ligt het natuurgebied Markiezaatsmeer en ten zuiden daarvan de Hogerwaardpolder. Ten zuidwesten van Woensdrecht vindt men de Agger of Kapitale Uitwatering, een kreekrestant.

## Evenementen
- Met carnaval heet Woensdrecht Wjeeldrecht
- Wielerronde van Woensdrecht, in maart
- Jaarmarkt Woensdrecht, 3e weekend augustus
- Brabantse Wal wandeldag, eind augustus
- Open Monumentendag
- Gezinsfietstocht Gemeente Woensdrecht, september[10]
- Jaarlijkse kerstmarkt in Dorpspunt 't Blickvelt
- Veldrit (West Brabantse Veldrit Competitie)

## Sport
Op zondag 21 augustus 2022 liep de route van de derde etappe (van Breda naar Breda) van de Ronde van Spanje 2022 door Woensdrecht. In Woensdrecht werd tevens de heuvel Rijzendeweg aangedaan, waar op de top punten te behalen waren voor een vierde categorie klim.

## Verenigingen
- Voetbalvereniging WVV'67 Woensdrecht op Sportpark De Fortuin
- Tennisvereniging Mattemburgh

## Voorzieningen
- Basisschool De Poorte
- Recreatieboerderij De Walkant
- Dorpspunt 't Blickvelt

## Geboren
- René Pijnen (3 september 1946), wielrenner

## Nabijgelegen kernen
Rilland, Hoogerheide, Bergen op Zoom, Bath

## Bron
- woensdrecht.nl